# Ostatnia z bajek
Ostatnia z bajek – opowiadanie Cypriana Kamila Norwida z 1882 stanowiące pierwszą część Tetralogii epickiej.

## O utworze
Utwór powstał na tle zainteresowań Norwida glossolaliami, a w związku z tym i językiem zwierząt, które uważał za parabolicznych naszych braci. Problemy te stanowiły przedmiot osobnego memoriału złożonego przez Norwida w paryskim Towarzystwie Filologicznym. W późniejszym czasie zaowocowały notatkami etno-filologicznymi. Dodatkowym bodźcem dla dalszych badań w tym kierunku stała się praca Karola Darwina Wyraz uczuć u człowieka i zwierząt, której refleksy znalazły się również w tekście Fabulizm Darwina. Innym źródłem inspiracji, a może nawet pomysłów literackich, stały się wspomnienia Aleksandra Niewiarowskiego na temat życia cyganerii warszawskiej publikowane na przełomie 1881 i 1882 w Kurierze Warszawskim. Wśród licznych anegdot, w których pojawia się również nazwisko Norwida, znalazł się tam opis zabawnego sporu pomiędzy Sewerynem Sierpińskim a Stanisławem Bogusławskim na temat tego, czy w przyszłości ludzie będą się mogli porozumiewać z różnymi gatunkami zwierząt. Niektóre z wypowiedzi Bogusławskiego wskazują na bardzo bliski związek z tekstem Ostatniej z bajek. Opis tego sporu ukazał się w styczniu 1882. Powstanie Ostatniej z bajek datuje się na koniec 1882. Ukazała się drukiem w 18 numerze Chimery Przesmyckiego w 1902.

## Treść

### I
Bajka literacka, która pod dowcipną postacią przemyca drażliwe prawdy, jest stosunkowo późnym tworem. Pojawia się dopiero w Grecji aleksandryjskiej. Człowiek sobie nie wymyślił, że zwierzęta mówią. Lecz najpierw używał tego języka, a gdy się od niego oddalił, powstała bajka. Do porozumiewania się potrzeba wspólnego bytowania, języka i odczucia prawdy. Wspólne bytowanie ludzi i zwierząt istniało zawsze. Podobnie istnieje język zwierząt i u niektórych gatunków przewyższa zacofany język Papuasów. Co do odczucia prawdy to pies rozróżnia, kiedy się do niego mówi żartem, a kiedy w gniewie. Posiadają je również inne stworzenia, choć w odmiennym stopniu. 
Odkąd człowiek zaczął począł w stworzeniu poszukiwać tylko siebie, utracił zdolność rozmawiania ze zwierzętami. Odkąd widzi w koniu już nie towarzysza, ale siłę roboczą. Zwierzęta zaczęły od niego uciekać i zerwane zostało wspólne bytowanie. Z tradycji minionego, dramatycznego okresu powstała bajka. Bajka ujawniała to, co inni próbowali ukryć. Nic więc dziwnego, że jej twórca, Ezop, zginął strącony ze skały.

### II
Anioł leciał nad wioską i śpiewał pieśń pochwalną na cześć nowo narodzonego człowieka i jego niezwykłej piękności. Piękny jest odpowiedziały motyle i muszki, lecz kiedy zacznie biegać będzie nas łapał w siatki i przyszpilał do kapelusza. Jego celem jest bowiem ująć podstępem, zabić i obrócić na swoją korzyść. Ptaszki dodały, że odrąbie ich skrzydła i ozdobi nimi kapelusze kobiet, które nie potrafią rozwijać swej piękności, tylko przyoblekać się w cudzą. Na co odezwała się wiewiórka, że człowiek bez skrępowania wybiera wszelkie jej zapasy, skazując ją na śmierć głodową. A nam - odrzekł mały ptaszek - wykłuwa oczy, byśmy piękniej śpiewały. Cielę wspomniało ostrzeżenia swego stryja, który mówiłł, że człowiek nawet gdy gładzi zwierzę, to tylko sprawdza ile mu narosło mięsa, a gdy zabije wołu, skórę przeznaczy na obuwie, rogi na naczynia albo instrumenty, a z kości uczyni przedmioty służące grze. Owca, która oddawała człowiekowi mleko i wełnę poskarżyła się, że on tymczasem jeszcze zjada jej dzieci. Usłyszał te skargi żebrak i pożalił się, że zjadając wszystko i tak wszystkich ludzi - braci nie nakarmił!… Zasmucił się anioł i łzę uronił. Tymczasem pieśń dotarła do żubra w gęstwinie puszczy: stworzenie nie zna człowieka umiarkowanego. Jego energia szaleje w nim. Jeśli pożera i łupi zwierzęta, to dlatego, że je zapomniał albo w ogóle nie zna. Jego żądza osiągnie kres, gdy spotka pomnik ojczyzny opatrzonej - Las-Dziewicę. On jest dziecięciem nędzy i szaleństwa, synem zatęchłych miast, jałowej ziemi i karłowatych drzew. Jakże więc mają nie lamentować z jego powodu stworzenia. 
Tak przyleciał anioł do podnóża Libanu. Tam w grocie, przerobionej na kaplicę ujrzał dwóch pustelników sprawujących liturgię. Uradował się ujrzawszy ludzi, na których życiu i mieniu nie było żadnej skazy, naznaczonej gwałtem czy krzywdą. To po to przedsiębrał tak daleką podróż. Kapłan odwrócił się od ołtarza i rzekł: Orate fratres. A nie było tam nikogo tylko dwa lwy. Pod koniec Mszy anioł podniósł rękę i otwarł skrzydłem na traf księgę leżącą na ławie i przeczytał: I postawię z nimi przymierze dnia onego: ze zwierzem polnym i ptactwem powietrznym, i z płazem ziemskim, a łuk i miecz, i wojnę wygładzę z ziemie i dam im spać bezpiecznie.

## Recepcja
Wiktor Gomulicki (1904) widział w tym utworze małe arcydzieło. Jan Kaczkowski (1907) podkreślał przepełniającą tę bajkę miłość do wszelkiego stworzenia. Wilhelm Feldman (1908) uważał ją za najczystszy wyraz braterstwa, na jaki zdobył się romantyzm. Zenon Przesmycki (1912) widział w tym utworze na pół dydaktyczną, a na pół epicką fantazję, a Kazimierz Wyka rzecz arcyfranciszkańską.